# Mournin'
Mournin' es el primer y único trabajo discográfico de la banda alemana de hard rock Night Sun, publicado en 1972. Se trata de uno de los primeros exponentes de lo que con los años sería conocido como metal progresivo, caracterizándose por la fuerte influencia del rock progresivo proveniente de finales de los años 60, mezclándose con la textura y la densidad del heavy metal de principios de los 70. Es considerado también como uno de los primeros álbumes de heavy metal provenientes de Alemania junto al álbum Lucifer's Friend de 1970 de la banda del mismo nombre.
El álbum contó con muy poca popularidad luego de su lanzamiento debido a la mezcla de sonidos tan poco usuales tanto en época como en locación, por lo que resultó no ser suficiente para mantener y animar a la banda a continuar con su carrera musical, provocando su separación tan solo un año después.
Producto de su inusual estilo, con el paso de los años se convirtió en una pieza fundamental para el posterior desarrollo del metal progresivo, volviéndose también una pieza de colección para muchos fanáticos del género musical, obteniendo además puntajes y reseñas muy elevadas y positivas de páginas especializadas como Allmusic.

## Lista de canciones
Lado A
- 1.Plastic Shotgun 	       - 02:34
- 2.Crazy Woman 	               - 04:18
- 3.Got a Bone of My Own        - 07:48
- 4.Slush Pan Man 	       - 04:22

Lado B
- 5.Living with the Dying       - 05:27
- 6.Come Down 	               - 05:46
- 7.Blind 	               - 04:22
- 8.Nightmare 	               - 03:14
- 9.Don't Start Flying 	       - 03:05

## Integrantes
- Bruno Schaab - Vocalista, bajista
- Walter Kirchgassner - Guitarrista
- Ulrich Staudt - Baterista, percusión
- Knut Rossler - Órgano, piano, trompeta, fagot

- Datos: Q17113088